# Svarttjärnen (Alfta socken, Hälsingland, 678925-150129)
Svarttjärnen är en sjö i Ovanåkers kommun i Hälsingland och ingår i Ljusnans huvudavrinningsområde.